# Amédée Courbet
Amédée Courbet (ur. 26 czerwca 1827 w Abbeville, zm. 11 czerwca 1885 koło Magong) – francuski admirał. Jeden z głównodowodzących podczas kampanii w Tonkinie (1883–1886) oraz wojny chińsko-francuskiej (1884–1885), przyczynił się do utwierdzenia władzy francuskiej nad Annamem i Tonkinem (Wietnam).

## Życiorys
Ukończył studia na École polytechnique, po czym w 1849 roku podjął karierę w marynarce wojennej, rozpoczynając w stopniu aspiranta. Pierwsze cztery lata spędził na korwecie żaglowej „Capricieuse”, m.in. uczestnicząc w poszukiwaniach śladów po ekspedycji La Pérouse’a, zaginionej przeszło pół wieku wcześniej na Oceanie Spokojnym. W kolejnych latach służył w Eskadrze Śródziemnomorskiej. Jako starszy oficer (w 1866 roku uzyskał stopień capitaine de frégate) pełnił funkcję szefa sztabu w dywizjonie okrętów pancernych w Eskadrze Północnej, pływając na pokładzie okrętu „Savoie”.
Podczas wojny francusko-pruskiej (1870–1871) dowodził awizem „Talisman”. Operował w regionie Karaibów, gdzie uczestniczył m.in. w zakończonej niepowodzeniem obławie na niemiecką kanonierkę „Meteor”. W 1872 roku objął dowodzenie nad stacjonującym w Cherbourgu okrętem obrony wybrzeża (taranowcem) „Bélier”. W 1873 roku powrócił na Karaiby jako zastępca dowódcy fregaty „Minerve”. W tym samym roku uzyskał stopień capitaine de vaisseau. W 1879 roku został szefem sztabu Eskadry Śródziemnomorskiej, służbę pełnił na pokładzie okrętu pancernego „Richelieu”. W 1880 roku został gubernatorem Nowej Kaledonii i uzyskał stopień kontradmirała.
W 1883 roku powrócił do Francji, gdzie powierzono mu dowództwo nad grupą zadaniową sformowaną w celu spacyfikowania chińskich oddziałów nieregularnych, tzw. Czarnych Flag, operujących w Tonkinie (północny Wietnam), który Francuzi usiłowali wówczas sobie podporządkować (kampania francuska w Tonkinie). W skład dowodzonej przez Courbeta eskadry weszły trzy okręty pancerne – „Bayard” (okręt flagowy), „Atalante” i „Triomphante”, dwa krążowniki – „Tourville” i „Châteaurenault” oraz dwa torpedowce – nr 45 i 46.
20 sierpnia 1883 roku Courbet dowodził lądowaniem wojsk francuskich pod Thuận An. Francuzi zdobyli wówczas forty strzegące Hue, stolicy dynastii Nguyễn, panującej nad większą częścią Wietnamu. Pokaz siły zaowocował podpisaniem kilka dni później traktatu w Hue, który ustanawiał Tonkin oraz Annam (środkowy Wietnam) francuskimi protektoratami. W grudniu tego samego roku Courbet, któremu tymczasowo powierzono dowództwo nad wojskami lądowymi w regionie, przeprowadził zwycięski atak przeciw Czarnym Flagom, zdobywając twierdzę w Sơn Tây nieopodal Hanoi. Courbet za swoje zasługi mianowany został Wielkim Oficerem Legii Honorowej oraz otrzymał Medal Wojskowy, a w marcu 1884 roku uzyskał stopień wiceadmirała. Od stycznia kampanię lądową w Tonkinie kontynuował jednak generał Charles-Théodore Millot.
Wraz z wybuchem wojny chińsko-francuskiej (sierpień 1884 roku) Courbet został skierowany w kierunku Formozy (Tajwanu) z zadaniem blokady morskiej wyspy. Jeszcze w tym samym miesiącu odniósł zwycięstwo nad flotą chińską pod Fuzhou. 4 października pod jego dowództwem Francuzi zdobyli miasto portowe Keelung. W lutym 1885 roku kierowana przez niego eskadra odniosła kolejne zwycięstwo na morzu w bitwie pod Shipu, a miesiąc później zdobyła Peskadory.
Courbet zmarł 11 czerwca w następstwie choroby, miesiąc po zakończeniu działań wojennych (traktat z Tianjin). Przebywał wówczas na pokładzie swojego okrętu flagowego, „Bayard”, zakotwiczonego nieopodal Magong, na Peskadorach. Jego ciało sprowadzono do kraju; po uroczystej ceremonii pogrzebowej w paryskim kompleksie Les Invalides, pochowano go na cmentarzu w rodzinnym Abbeville.

## Upamiętnienie
Na cześć Courbeta nazwano trzy okręty francuskiej marynarki wojennej: okręt pancerny „Courbet” (w służbie 1886–1909), pancernik „Courbet” (1913–1944) oraz fregatę rakietową „Courbet” (w służbie od 1994 roku).